# Ешрарда
Ешрарда (араб. الشراردة) — місто в Тунісі. Входить до складу вілаєту Кайруан. Знаходиться за 60 км на південь від Кайруана. Станом на 2004 рік тут проживало 1 387 осіб.